# 希尔哈蒂
希尔哈蒂（Shirhatti）是印度卡纳塔克邦加達格縣的一个城镇。总人口16208（2001年）。

## 人口
该地2001年总人口16208人，其中男性8277人，女性7931人；0—6岁人口2083人，其中男1049人，女1034人；识字率59.74%，其中男性为68.62%，女性为50.47%。